# Lodi
Lodi er en italiensk by i regionen Lombardiet, lidt sydøst for Milano, og blev provinshovedby ved dannelsen af provinsen Lodi i 1992.
Byen, der har 44.709 (2023) indbyggere, ligger ved floden Adda, og meget af den økonomiske aktivitet er baseret på fødevareproduktion og -forædling.
Størstedelen af befolkningen er kristne: der er en katolsk bispedømme og en rumænsk ortodokse samfund. Den katolske biskop i byen er Maurizio Malvestiti.